# 拉塞拉达
拉塞拉达，是西班牙卡斯蒂利亚-莱昂阿维拉省的一个市镇。总面积7平方公里，总人口150人（2001年），人口密度21人/平方公里。